# Штейн, Абрам Львович
Абра́м Льво́вич Штейн (21 августа 1915, Москва — 20 декабря 2004, там же) — российский литературный критик, литературовед, историк театра, доктор искусствоведения, профессор, член Союза писателей СССР (1964), Союза писателей Москвы, Союза театральных деятелей.

## Биография
Абрам Львович Штейн родился в Москве в 1915 г. в семье юриста. В 1937 году окончил Московский государственный педагогический институт им. В.И. Ленина, защитив дипломную работу «Мировоззрение Флобера», которая, по мнению научного руководителя Е. Л. Гальпериной, отличалась «большой широтой кругозора и очень ценным стремлением ставить ведущие, центральные проблемы истории литературы». Затем там же окончил аспирантуру там же и защитил кандидатскую диссертацию о комедиях Шекспира. В самом начале Великой Отечественной войны был призван на фронт, но вскоре демобилизован из-за очень плохого зрения. Работал на радио, был сотрудником ВОКСа. В 1949 году во время антисемитской кампании, проходившей под именем «борьбы с космополитизмом», был ошельмован в прессе, подвергался различного рода проработкам, что на годы закрыло ему возможность каких-либо научных публикаций и любых выступлений в печати. Однако он не был арестован, и ему удалось сохранить место работы в Институте иностранных языков (в будущем — имени Мориса Тореза), хотя проработки были и там; в результате в этом институте он проработал до конца жизни — сначала доцентом, а с 1972 года, после защиты докторской диссертации «Теоретические и исторические основы европейской классической комедии» (1970), профессором кафедры литературы.

## Научная деятельность
Научные интересы А. Л. Штейна были очень разнообразны. Начав с изучения западной литературы, он в послевоенные годы обратился к русской литературе, по его собственному признанию, благодаря впечатлению от всего пережитого в Великую Отечественную войну. (Именно за написанную им в этом патриотическом настроении статью о мировом значении «Горя от ума» Грибоедова он и был объявлен космополитом). Результатом этих разнообразных интересов стали и очень разные темы книг и публикаций А. Л. Штейна, которые начали появляться с конца 1950-х годов. Ему принадлежат учебники по истории литератур Франции, Англии, Испании, Германии, США, исследования об эстетике испанского барокко, небольшая книга о Шекспире, книга о «Дон Кихоте». В 1960-е годы он был организатором и редактором издания «Шекспировский ежегодник», одновременно с этим им были написаны книги об отдельных русских писателях и некоторых проблемах русской литературы. Но при этой широте и разнообразии интересов у исследователя была главная любимая тема — драматургия, обращаясь к которой он достиг наиболее ярких результатов. Широкие представления о европейской драматургии и последующее обращение к изучению драматургии русской помогло ему много сделать для выяснения её художественного своеобразия, её места в мировой литературе, итогом чего явилась монография «Критический реализм и русская драма» (М., 1962). Но среди русских драматургов любимым драматургом А. Л. Штейна был А. Н. Островский, и безусловной заслугой исследователя является выяснение им места этого глубоко самобытного национального писателя в драматургии мировой в посвящённых ему книгах «Мастер русской драмы», «Уроки Островского», «Добрый гений русского театра». Сильной стороной этих книг является безусловно также анализ театральных воплощений пьес великого русского драматурга как мастерами прошлого, так и современным автору театром. Сделать это исследователю помогло не просто то, что среди его научных интересов был интерес к театру, его истории и теории. Кроме этого, у А. Л. Штейна была глубокая связь именно с Малым театром, своего рода влюблённость в «Дом Островского». Он не просто писал рецензии на его спектакли и статьи о его актёрах, он дружил со многими из них, в том числе с Царёвым, Сашиным-Никольским, с «великими старухами» Турчаниновой, Пашенной, Рыжовой, часто редактировал актёрские воспоминания, помогал авторам в их создании.
Общий интерес к драматургии и театру сочетался у А. Л. Штейна с особым интересом к одному из театральных жанров — жанру комедии. Знание и мировой, и русской комедии позволяли ему создать книгу, содержащую самобытную концепцию развития этого жанра в мировой литературе — «Весёлое искусство комедии».
В своих общих теоретических представлениях А. Л. Штейн считал себя последователем философа М. А. Лифшица, твёрдо отстаивал необходимость реализма в искусстве. Его работам был присущ демократический, просветительский пафос, что определяет ясную, доступную форму всех его достаточно сложных по содержанию произведений.

## Сочинения

### Критика
- Д. И. Фонвизин: 1745—1792: Очерк жизни и творчества. М., 1945
- А. Н. Островский. М., 1946
- Пабло Неруда: Критико-биографический очерк. М., 1952. В соавторстве с В. Н. Кутейщиковой
- Очерки по истории французской литературы. М., 1958. В соавторстве с М. А. Яхонтовой, М. Н. Черневич
- Критический реализм и русская драма XIX века. М., 1962
- История французской литературы. М., 1965. В соавторстве с М. Н. Черневич, М. А. Яхонтовой
- Три шедевра Островского. М., 1967
- Мастер русской драмы: Этюды о творчестве Островского. М., 1973
- Лекции по испанской литературе эпохи просвещения и романтизма. М., 1975
- История испанской литературы: Средние века и Возрождение. М., 1976[4]
- На вершинах мировой литературы. М., 1977
- Литература испанского барокко. М., 1983
- Лекция по испанской литературе: Вторая половина XIX в. М., 1984
- Уроки Островского: Из опыта русского и советского театра. М., 1984